# Finale de la Ligue des champions de la CAF 1998
La finale de la Ligue des champions de la CAF 1998 est un match de football disputé en aller-retour, opposant l'équipe ivoirien de l'ASEC Mimosas, à l'équipe zimbabwéen de l'Dynamos FC. Les rencontres sont jouées le 28 novembre 1998 au National Sports Stadium de Harare, en Zimbabwe, puis le 12 décembre 1998 au Stade Félix-Houphouët-Boigny de Abidjan, en Côte d'Ivoire.

## Parcours des finalistes
Note : dans les résultats ci-dessous, le score du finaliste est toujours donné en premier (D : domicile ; E : extérieur).

## Match aller

### Feuille de match 1
| 28 novembre 1998 | Dynamos FC | 0 - 0   | ASEC Mimosas | National Sports Stadium, Harare                                   |                                                                   |
|                  |            | (0 - 0) |              | Spectateurs : 45 000 Arbitrage : Karim Daho Arbitres assistants : | Spectateurs : 45 000 Arbitrage : Karim Daho Arbitres assistants : |
|                  | Rapport    |         |              | Spectateurs : 45 000 Arbitrage : Karim Daho Arbitres assistants : | Spectateurs : 45 000 Arbitrage : Karim Daho Arbitres assistants : |

## Match retour

### Feuille de match 2
| 12 décembre 1998 | ASEC Mimosas                        | 4 - 2   | Dynamos FC                 | Stade Félix-Houphouët-Boigny, Abidjan                               |                                                                     |
|                  | Camara 30e 38e · Sié 43e · Zaki 52e | (3 - 0) | 60e Soma Phiri · 81e Owusu | Spectateurs : 50 000 Arbitrage : Mourad Daami Arbitres assistants : | Spectateurs : 50 000 Arbitrage : Mourad Daami Arbitres assistants : |
|                  | Rapport                             |         |                            | Spectateurs : 50 000 Arbitrage : Mourad Daami Arbitres assistants : | Spectateurs : 50 000 Arbitrage : Mourad Daami Arbitres assistants : |